# Le Premier Roi de Shannara
 (avril 2024).
Si vous disposez d'ouvrages ou d'articles de référence ou si vous connaissez des sites web de qualité traitant du thème abordé ici, merci de compléter l'article en donnant les références utiles à sa vérifiabilité et en les liant à la section « Notes et références ».
Le Premier Roi de Shannara est un roman de médiéval-fantastique écrit en 1996 par Terry Brooks. Il s'agit d'un prélude de la trilogie Shannara.

## Résumé des trois premiers chapitres
3600 : Il y a trois cent cinquante ans, un druide nommé Brona s'empara d'un livre maléfique pour l'aider à dominer le monde. Ce livre, L'Ildatch, lui permit de dominer la race des hommes et de partir en guerre contre les autres races. Mais vaincu par le conseil des druides, Brona disparut. Il y a soixante-dix ans, les druides décident de se retirer du monde. Ils s'enferment dans leur citadelle de la Paranor et se consacrent exclusivement à leurs études. Bremen, un de leurs membres, refuse ce choix et part à l'aventure. Lors d'un de ces voyages, il découvre que Brona est toujours en vie et qu'il est devenu le roi-sorcier de la montagne du Crâne. Il vient de fédérer autour de lui les races des trolls et des gnomes. Bremen en avertit le conseil de Paranor, mais celui-ci ne veut pas l'écouter. Le druide décide alors d'agir sans eux et part avec deux druides : le nain Risca et l'elfe Tay Trefenwyd...

## Personnages principaux
- Bremen, druide de Paranor.
- Jerle Shannara, roi des elfes.
- Kinson Ravenlock, éclaireur et compagnon du druide Bremen.

## Éditions françaises
- 2007 : Le Premier Roi de Shannara, éditions Bragelonne, traduction de Rosalie Guillaume (format livre).